# 16878 Томбіклер
16878 Томбіклер (16878 Tombickler) — астероїд головного поясу, відкритий 24 січня 1998 року.
Тіссеранів параметр щодо Юпітера — 3,320.